# Remake (eksperimentalfilm)
Remake er en dansk eksperimentalfilm fra 2001 instrueret af Steen Møller Rasmussen.

## Handling
Stolefilmen Make fra 1968 er i 2001 klippet af Steen Møller Rasmussen, der også har optaget en "Remake", hvor en person i bedre belysning gentager samme rykvise bevægelse mellem to stole.